# Smoorverliefd (2010)
Smoorverliefd is een romantische komedie uit 2010 van regisseur Hilde Van Mieghem. De film ging in première op het Filmfestival van Gent.
De film kreeg in 2013 een Nederlandse versie, onder dezelfde naam.

## Verhaal
Een moeder, haar zus en hun twee dochters wonen samen onder één dak. Onder dit dak is het één en al liefde dat de klok staat. Eerste verliefdheid, afspraakjes, affaires, kinderwensen en liefde kruiden het leven van de vier vrouwen.

## Rolverdeling
| Acteur            | Personage         |
| ----------------- | ----------------- |
| Marie Vinck       | Michelle          |
| Wine Dierickx     | Barbara           |
| Veerle Dobbelaere | Judith            |
| Koen De Bouw      | Bert              |
| Kevin Janssens    | Mathias           |
| Koen De Graeve    | Johan             |
| Jan Decleir       | Bob               |
| Pierre Bokma      | Gerd              |
| Huub Stapel       | Theo              |
| Stef Aerts        | Fre               |
| Marc Van Eeghem   | Frank             |
| Enrique De Roeck  | Louis             |
| Mathijs Scheepers | David             |
| Karlijn Sileghem  | Dokter Mermans    |
| Aline Van Hulle   | Eva               |
| Tess Bryant       | Anna              |
| Luk De Koninck    | Karel             |
| Noor Ben Taouet   | Michelle (7 jaar) |